# Reggae Rrrrr! (Parte Prima)/Reggae Rrrrr! (Parte Seconda)
Reggae Rrrrr! è un 45 giri della cantante italiana Raffaella Carrà, pubblicato e distribuito dall'etichetta discografica RCA Italiana nel 1970.

## Il disco
Contiene un'unica canzone Reggae Rrrrr! divisa in due parti, ma in realtà la seconda è la versione strumentale della prima.
Solo la versione cantata è stata inserita nell'album d'esordio della cantante dell'anno successivo.
A dispetto del titolo che annuncia sonorità di ritmo reggae, si tratta di un brano più vicino alla funky music.
Raffaella promosse il singolo durante la penultima puntata del programma televisivo Canzonissima 1970 (l'ultima del trasmessa in quell'anno, il 26 dicembre), in cui era la primadonna dello spettacolo col ruolo di ballerina, cantante e presentatrice/conduttrice accanto a Corrado, lanciando un ballo con lo stesso nome del titolo.
- Reggae Rrrrr! (Canzonissima 1970), su raiplay.it, in RaiPlay. URL consultato il 31 luglio 2021. (inizio a 43:57)

Il disco raggiunge la venticinquesima posizione nella classifica delle vendite settimanali del 1971.
La versione cantata in spagnolo, intitolata Regue (testo di Carmen García Lecha), sarà pubblicata per la prima volta solo nel 2008, sul primo CD del cofanetto Raffica - Balletti & Duetti.

## Reggae Shhh!
Una recensione del singolo di Raffaella apparsa su Discogs nel 2014, sostiene si tratti della cover del brano Reggae Shhh! contenente una melodia analoga pubblicata negli anni '60 in Sudafrica come lato A di un rarissimo 7" da un gruppo di sconosciuti performer del Regno Unito denominati The Zorro Five, probabilmente un gruppo locale di etnie miste. Quel singolo è stato ristampato dalla Decca (cat. F 23042) all'inizio di luglio del 1970 e distribuito in UK e in Italia.
 Reggae Shhh!, su YouTube. URL consultato il 31 luglio 2021.
Curiosamente anche Dudulalà, incluso nel primo album pubblicato dall'artista e lato B del singolo cronologicamente successivo, è l'adattamento di una canzone popolare sudafricana.

## Tracce
Edizioni musicali BMG Ricordi.
Lato A
1. Reggae Rrrrr! [7] (parte prima) – 2:37 (testo: Gianni Boncompagni – musica: Franco Pisano)

Lato B
1. Reggae Rrrrr! (parte seconda, strumentale) – 2:35 (musica: Franco Pisano)

### Altri musicisti
- Franco Pisano - arrangiamenti, orchestra
- 4+4 di Nora Orlandi - cori

## Classifiche
| Classifica (1971) | Posizione raggiunta |
| ----------------- | ------------------- |
| Italia            | 25                  |